# بطولة أمريكا الجنوبية لكرة الطائرة للسيدات 1997
أقيمت بطولة أمريكا الجنوبية لكرة الطائرة للسيدات 1997 في نسختها الثانية والعشرون في ليما في البيرو.

## الترتيب النهائي
| المركز | المنتخب    |
| ------ | ---------- |
| الأول  | البرازيل   |
| الثاني | بيرو       |
| الثالث | الأرجنتين  |
| 4      | فنزويلا    |
| 5      | تشيلي      |
| 6      | كولومبيا   |
| 7      | باراغواي   |
| 8      | الأوروغواي |
| 9      | بوليفيا    |

| بطولة أمريكا الجنوبية لكرة الطائرة للسيدات 1997 |
| ----------------------------------------------- |
| · البرازيل · للمرة العاشرة                      |

## روابط إضافية
- CSV الموقع الرسمي